# Municipio Altamirano
Koordinaten: 16° 45′ N, 92° 0′ W
Altamirano ist ein Municipio im Süden des mexikanischen Bundesstaats Chiapas in der Sierra Madre de Chiapas. Verwaltungssitz und größter Ort des Municipios ist das gleichnamige Altamirano. Das Municipio hat knapp 30.000 Einwohner und umfasst eine Fläche von 958,3 km².
Das Municipio bekam seinen Namen zu Ehren des Dichters Ignacio Manuel Altamirano.

## Geographie
Das Municipio Altamirano liegt östlich des Zentrums des mexikanischen Bundesstaats Chiapas auf Höhen zwischen 200 m und 2100 m. Es zählt zur Gänze zur physiographischen Provinz der Sierra Madre de Chiapas und liegt gänzlich in der hydrologischen Region Grijalva-Usumacinta. Die Geologie des Municipios wird zu 67 % von Kalkstein bestimmt bei 22 % Sandstein-Lutit; vorherrschende Bodentypen sind Leptosol (44 %) und Luvisol (35 %). Gut drei Viertel der Gemeindefläche sind bewaldet.
Das Municipio Altamirano grenzt an die Municipios Ocosingo, Las Margaritas, Oxchuc und Chanal.

## Bevölkerung
Beim Zensus 2010 wurden im Municipio 29.865 Menschen in 5.265 Wohneinheiten gezählt. Davon wurden 16.244 Personen als Sprecher einer indigenen Sprache registriert, davon 8.483 Sprecher der Tzeltal-Sprache und 6.752 Sprecher des Tojolabal. Gut 31 Prozent der Bevölkerung waren Analphabeten. 7.984 Einwohner wurden als Erwerbspersonen registriert, wovon ca. 87 % Männer bzw. 1,5 % arbeitslos waren. Zwei Drittel der Bevölkerung lebten in extremer Armut.

## Orte
Das Municipio Altamirano umfasst 154 bewohnte localidades, von denen nur der Hauptort vom INEGI als urban klassifiziert ist. Drei der Orte wiesen beim Zensus 2010 eine Einwohnerzahl von über 1000 auf, 109 Orte hatten weniger als 100 Einwohner. Die größten Orte sind:
| Ort                                  | Einwohner |
| Altamirano                           | 9200      |
| La Laguna                            | 1222      |
| Morelia (Victórico Rodolfo Grajales) | 1156      |
| Belisario Domínguez                  | 0827      |
| Puerto Rico                          | 0826      |